# Клеефельд (Амурская область)
Клеефельд — упразднённое село в Константиновском районе Амурской области, Россия. Место компактного проживания российских немцев. Ликвидировано в 1941 г.

## География
Располагалось в 5 км к югу от села Крестовоздвиженка.

## Население
В 1941 г. проживало 155 человек.

## История
Основано в 1927 году переселенцами с Алтайского края. Меннонитская община Блюменорт. В 1930 г. часть жителей бежала через Харбин в Парагвай. В 1931 г. организован колхоз «Штерн». Все население депортировано 15-16.11.1941 г.